# ネガワット
ネガワット（Negawatt）は、負の消費電力を意味する造語で、需要家の節約により余剰となった電力を、発電したことと同等にみなす考え方。節電所とも呼ばれる。アメリカのロッキー・マウンテン研究所所長のエイモリー・ロビンスが1990年の論文で提唱した。節電の目的を「善意」から「ビジネス」に置き換えることと捉えることができ、電力事業者にとっては、ピーク時にあわせて用意した発電設備が、需要が少ない時期に遊休となるリスクを回避できる利点がある。

## 手法
白熱電球からLED照明への買い替え促進など省エネルギー型機器の導入推進による恒常的な節電策のほか、インセンティブを用意して大口需要家の省エネルギーやピーク電力抑制を促す方法がある。従来は供給側が需要に応じて電力を用意していたが、需要側が供給量にあわせて消費電力を調整することを「デマンドレスポンス」という。需要家の節電量を取りまとめる中間業者は「アグリゲーター」と呼ばれる。節電に協力した対価は需要家に配分され、一部はアグリゲーターの取り分となる。技術的にはスマートグリッドのほか、蓄電の活用も考えられる。

## 事例
アメリカのサクラメント市電力公社は、1989年6月6日に住民投票により出力91.3万kWのランチョ・セコ原子力発電所の閉鎖を決定した。同公社は他の発電会社からの買電により発電容量を賄っていたが、仕入れの条件はよくなかった。公社の理事長は1990年1月、合理的エネルギー利用を最優先とする方針を固め、2000年までに60万kWの節電策を導入することとした。具体的な施策として、大口需要家向け省エネルギー投資の無料相談、太陽熱温水器の導入促進、植樹によるピーク時の空調電力抑制、公募による大口需要家や公共施設などへの負荷節約プログラムの導入が行われた。負荷節約プログラムでは、電力節約量1kWあたり2.1セント、ピーク時の負荷節約分1kWあたり9.5ドルが公社から受託した民間企業に支払われた。この節電策により、1995年の1年間だけで、発電所を建設する場合に比べ1700万ドルの節約となった。顧客の電気代は3300万ドルの節約となり、その分は他の消費に回った。省エネ投資などにより雇用が増加し、公社の供給エリアにおいて1000人分の職場が創出された。
日本では関西電力が、2012年夏の需給の逼迫が見込まれる日に、管内の大口需要家7,000件のうちから入札により使用電力の調整を設定するほか、周辺の中部電力・北陸電力・中国電力管内の大口需要家に対しやはり同様に使用電力を調整し、余剰となった電力を中部・北陸・中国の各電力会社から関西電力へ融通する取り組みが行われた。